# Per Bjørang
Per Andris Bjørang (* 31. Januar 1948 in Lillehammer) ist ein ehemaliger norwegischer Eisschnellläufer.

## Werdegang
Bjørang, der für den Oslo IL startete und sich auf Kurzdistanzen spezialisiert hatte, nahm von 1959 bis 1983 an nationalen Wettbewerben teil und wurde dabei in den Jahren 1972 sowie 1974 norwegischer Meister im Sprint-Mehrkampf. Zudem erreichte er bei norwegischen Meisterschaften jeweils einmal den zweiten und dritten Platz im Sprint-Mehrkampf. International startete er erstmals in der Saison 1968/69 bei einem Wettbewerb in Inzell und errang in der Saison 1969/70 bei der 3-Bahnen-Tournee in Innsbruck den zweiten Platz im Sprint-Mehrkampf. In den folgenden Jahren kam er bei der Sprintweltmeisterschaft 1971 in Inzell auf den 31. Platz, bei der Sprintweltmeisterschaft 1972 in Eskilstuna auf den siebten Rang und bei der Sprintweltmeisterschaft 1973 in Oslo auf den fünften Platz. Bei seiner einzigen Teilnahme an Olympischen Winterspielen im Februar 1972 in Sapporo lief er die 500 m in 39,91 Sekunden und verpasste als Vierter um elf Hundertstel eine Medaille. Zudem holte er bei der Winter-Universiade 1972 in Lake Placid die Bronzemedaille über diese Distanz. In der Saison 1973/74 gewann er in Inzell einen Wettbewerb und holte bei der Sprintweltmeisterschaft 1974 in Innsbruck die Goldmedaille. In der folgenden Saison kam er bei der 3-Bahnen-Tournee in Innsbruck erneut auf den zweiten Platz im Sprint-Mehrkampf und wurde bei der Sprintweltmeisterschaft 1975 in Göteborg Zwölfter. Letztmals international startete er bei der Sprintweltmeisterschaft 1976 in Berlin, wo er den siebten Platz errang. Nach seiner sportlichen Karriere war er bei der Bankenes BetalingsSentral tätig.

## Erfolge

### Olympische Spiele
- 1972 Sapporo: 4. Platz 500 m

### Sprint-Weltmeisterschaften
- 1971 Inzell: 31. Platz Sprint-Mehrkampf
- 1972 Eskilstuna: 7. Platz Sprint-Mehrkampf
- 1973 Oslo: 5. Platz Sprint-Mehrkampf
- 1974 Innsbruck: 1. Platz Sprint-Mehrkampf
- 1975 Göteborg: 12. Platz Sprint-Mehrkampf
- 1976 Berlin: 7. Platz Sprint-Mehrkampf

## Persönliche Bestzeiten
| Disziplin | Zeit        | Datum           | Ort    |
| --------- | ----------- | --------------- | ------ |
| 500 m     | 38,06 s     | 21. März 1976   | Almaty |
| 1000 m    | 1:17,17 min | 21. März 1976   | Almaty |
| 1500 m    | 2:03,29 min | 11. März 1975   | Almaty |
| 3000 m    | 4:49,50 min | 3. Februar 1977 | Oslo   |
| 5000 m    | 8:53,10 min | 9. Januar 1966  | Hamar  |